# Estádio Salt Lake
O Estádio Salt Lake (nome oficial: Vivekananda Yuba Bharati Krirangan (VYBK) ou যুব ভারতী ক্রীড়াঙ্গন, Stadium of the Indian Youth, Estádio da Juventude Indiana) é um estádio localizado em Kolkata, na Índia.
Inaugurado em 1984, e é usado para partidas de futebol e de atletismo, tem capacidade para 68.000 espectadores.
O estádio recebe os jogos dos principais times da cidade e também da Seleção Indiana de Futebol e a Seleção Indiana de críquete.